# Charousek Rezső
Charousek Rezső Rudolf (ejtése: Karusek) (Prága, 1873. szeptember 19. – Nagytétény, 1900. április 20.) magyar sakkmester.

## Életpályája

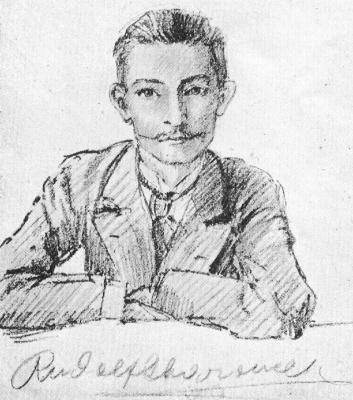
Mrs. G. A. Anderson élőben készített rajza Charousekről, megjelent: Chess Pie, 1922, 67. oldal

Szülei cseh származásúak voltak, de Magyarországon, főleg Debrecenben, és egy ideig Miskolcon éltek. Apja, Charousek Károly szakképzett elektromechanikus mint távírdafelvigyázó az államvasút szolgálatában állt Debrecenben. Anyja Uher Mária éppen Prágában tartózkodott fia megszületésekor. Cseh származása ellenére ő magát mindig magyarnak tartotta, és ezt a tényt hazai és külföldi életrajzírói, köztük a cseh szakírók is, elfogadták. Apja 1888-ban hivatalosan is magyarnak honosíttatta családját.
15 éves korában gimnazistaként tanult meg sakkozni. Szülei a sakk iránti vonzódását nemcsak felismerték, de támogatták is, aminek bizonyítéka, hogy az érettségi után anyjától ajándékképpen a nagy sakkbibliát, Bilguer híres sakk-könyvét kapta. Jogi tanulmányait a Kassai Jogakadémián kezdte el, apja ezért áthelyeztette magát ide. Gyorsan megtalálta helyét a virágzó kassai sakkéletben. Elméletileg is képezte magát, és hogy jobban megragadjanak a fejében a megnyitási változatok, a Bilguert kézzel lemásolta.
Az első magyar levelezőversenyt Maróczyval megosztva megnyerte. Maróczy meghívta Budapestre, ahol több erős sakkozóval játszott sikeres mérkőzést. Ezt követően úgy döntött, hogy Budapesten folytatja jogi tanulmányait, amelyet később azonban élénk sakktevékenysége miatt nem fejezett be. Budapesti sikerei után nemzetközi szinten is jól szerepelt, Nürnbergben 1896-ban az akkori világbajnokot, Emanuel Laskert, és a világbajnokjelölt David Janowskit is megverte. Ugyanazon év őszén a budapesti millenáris versenyen (amely az első Magyarországon rendezett nemzetközi verseny volt, igen erős mezőnnyel) Csigorinnal holtversenyben első volt, ám az első helyért folyó meccset elvesztette. 1897-ben Berlinben úgy győzött, hogy az utolsó kilenc fordulóban 9 pontot szerzett, közben ismét legyőzte Csigorint és Janowskit. Első helyezéséért 2000 márkás díjat kapott. Utolsó versenyén Kölnben 1898-ban már betegen a 2–4. helyet osztotta.
1900. április 18-án Nagytétényben hunyt el, és ott is temették el. A magyar sakkozók közadakozásból 1907-ben szép emlékoszlopot állíttattak a sírra. Ide temették 1906-ban elhunyt apját és 1918-ban meghalt édesanyját is. A temető felszámolásakor 1982-ben Budapest Főváros Tanácsa a hamvakat és az emlékoszlopot áthelyeztette a Kerepesi temetőbe, közvetlenül Maróczy Géza síremléke mellé.
Eredményei a világbajnok Lasker kihívójának minősítették, de a mérkőzés nem jött össze: Charousek 26 évesen a tuberkulózissal szembeni harcát elvesztette. A királycsel mestere volt, ezzel a megnyitással győzte le a világbajnokot is.

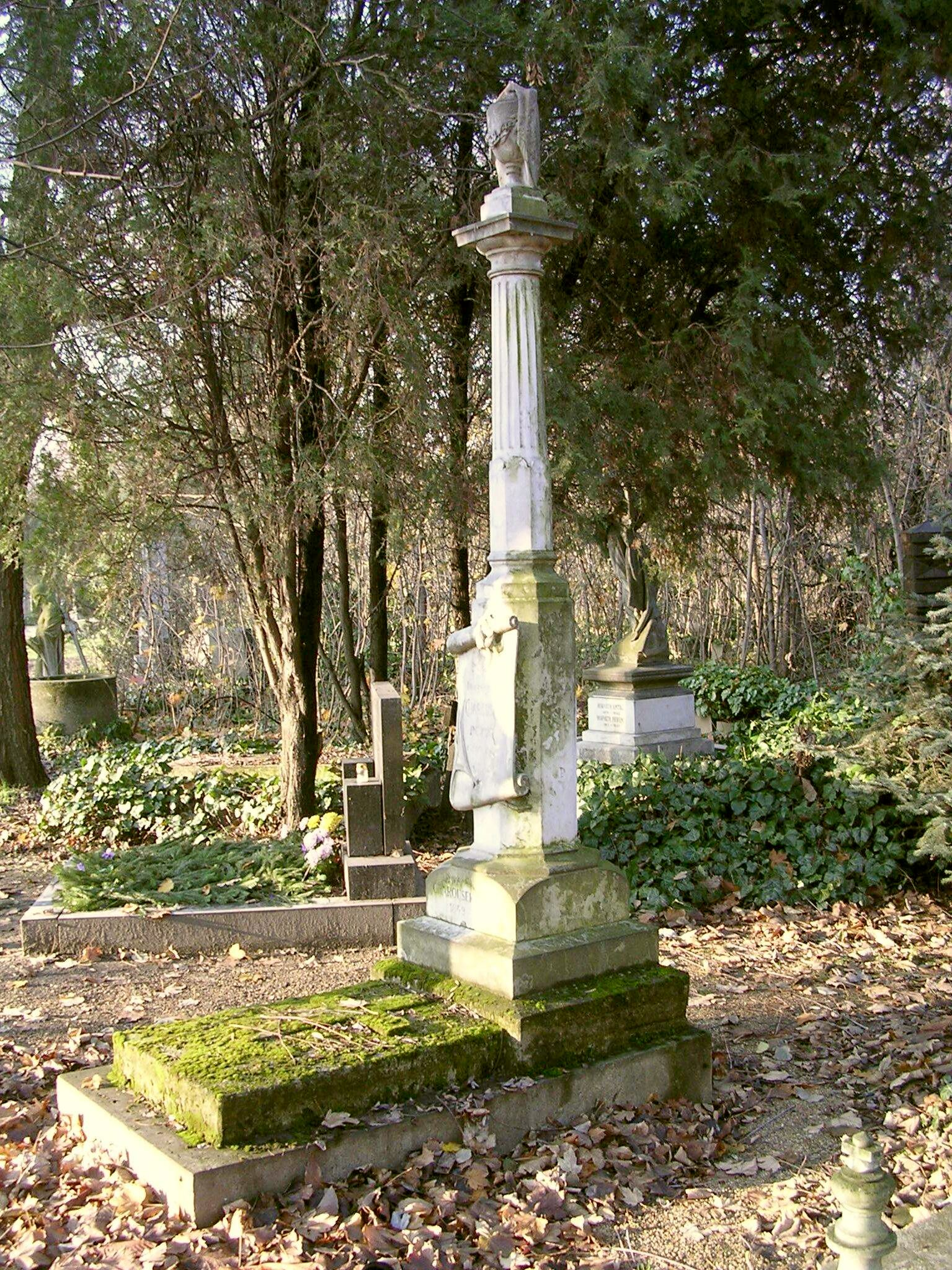
Sírja a Fiumei úti sírkertben (33/3-1-5)

## Egy emlékezetes játszmája
Charousek így nyert Lasker ellen 1896-ban Nürnbergben:
Királycsel: 1.e4 e5 2.f4 exf4 3.Fc4 d5 4.Fxd5 Vh4+ 5.Kf1 g5 6.Hf3 Vh5 7.h4 Fg7 8.Hc3 c6 9.Fc4 Fg4 10.d4 Hd7 11.Kf2 Fxf3 12.gxf3 O-O-O 13.hxg5 Vxg5 14.He2 Ve7 15.c3 He5 16.Va4 Hxc4 17.Vxc4 Hf6 18.Fxf4 Hd7 19.Va4 a6 20.Va5 Hf8 21.Hg3 He6 22.Hf5 Vf8 23.Fg3 Bd7 24.Hxg7 Vxg7 25.Ve5 Vxe5 26.Fxe5 f6 27.Fxf6 Bf8 28.Bh6 Hf4 29.Ke3 Hg2+ 30.Kd2 Bdf7 31.e5 Hf4 32.Bah1 Bg8 33.c4 He6 34.Ke3 Hf8 35.d5 Bd7 36.e6 1-0

## Emlékezete
- Gustav Meyrink osztrák író a Der Golem című lapregényével irodalmi emlékművet emelt Charouseknak. Maga az író is beteg volt, a regényben a sakkozó betegségét és szenvedését írta le.